# Naxos (eiland)

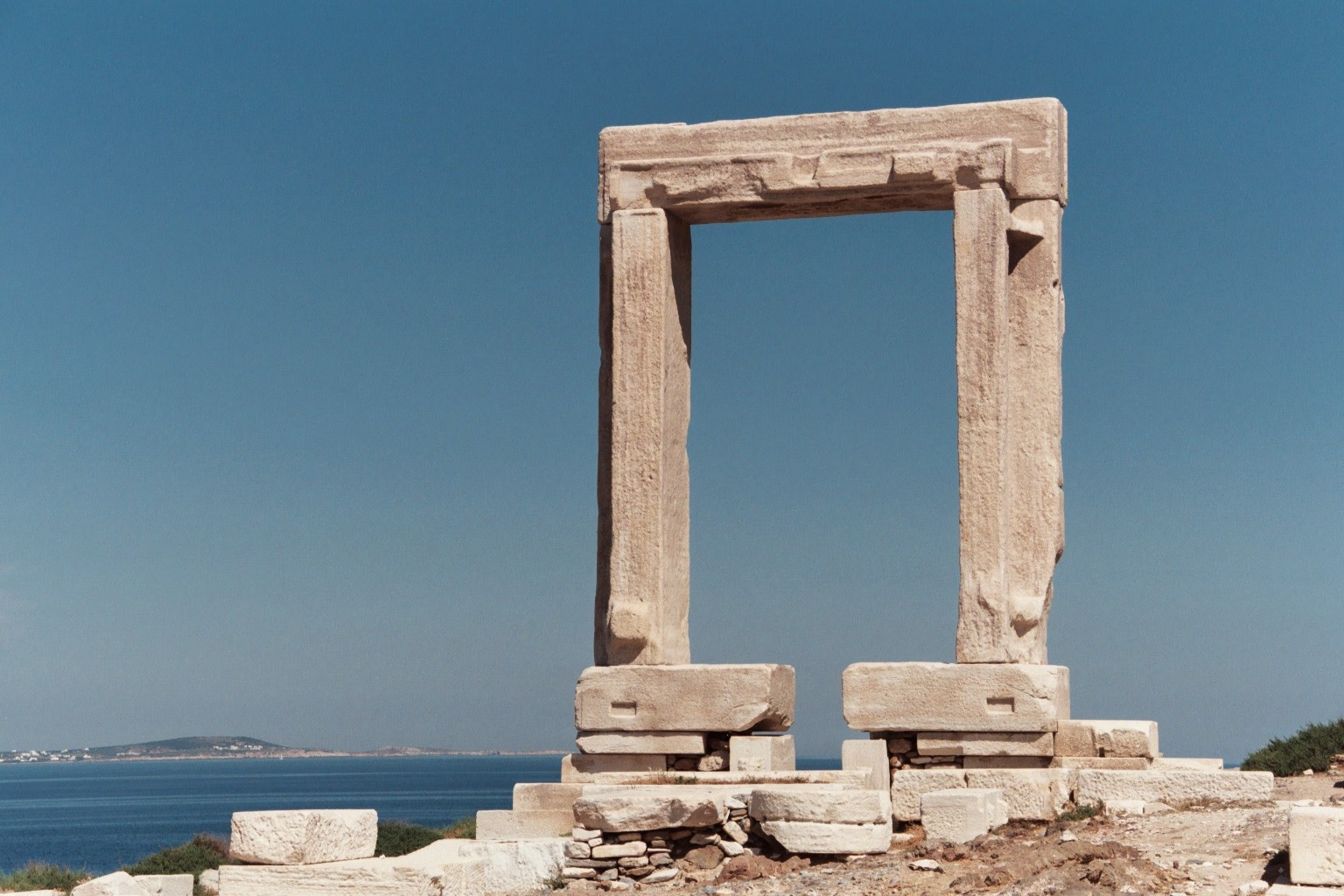
De 2500 jaar oude tempelpoort

Náxos (Grieks: Νάξος) is een Grieks eiland en gemeente in de Egeïsche Zee, met zijn oppervlakte van 448 km² het grootste eiland van de Cycladen, een eilandengroep waartoe bijvoorbeeld ook Tinos, Mykonos en Paros behoren. Het is van oudsher beroemd vanwege zijn marmer en zijn wijn (de dichter Archilochus vergeleek die met de godendrank nectar) en samenhangend daarmee vanwege de hier sterk ontwikkelde cultus van de god Dionysus. Ook de plaatselijke likeur, Kitron, is een bekende delicatesse van het eiland.

## Algemene indruk
Het eiland Naxos, dat ongeveer 25.000 inwoners telt, behoort bestuurlijk tot de nomos Kykládes. Het eiland is behoorlijk bergachtig en, zeker in vergelijking met de omringende eilanden, betrekkelijk groen en vruchtbaar. Een machtige bergketen, de Zas, steekt 1001 m boven de zeespiegel uit en is van vrijwel overal op het eiland te zien. In de (door irrigatie) vruchtbare dalen worden onder meer citrusvruchten, olijven en druiven verbouwd, terwijl in het bergland de veeteelt (schapen en geiten) zorgt voor de productie van kaas. Verder ontgint men nog steeds marmer en amaril. Het eiland heeft betrekkelijk grote zandstranden en duinen langs de kust, waardoor het toerisme een van de belangrijkste inkomstenbronnen is geworden.
De hoofdplaats (15.000 inwoners) heet officieel Náxos(-stad), maar wordt gewoonlijk, zoals vaak op de Griekse eilanden, Chora (Χώρα, d.i. Hoofdstad) genoemd. Het is de zetel van een Grieks-orthodox bisdom en van een rooms-katholiek aartsbisdom.

## Mythologie
Op Naxos zou de Atheense koningszoon Theseus op bevel van de goden zijn geliefde Ariadne hebben achtergelaten, hoewel zij hem op Kreta uit het labyrint had weten te krijgen door middel van een kluwen wol. Het ongelukkige meisje werd opgemerkt door de god Dionysus, die zich over haar ontfermde en haar minnaar werd. Er wordt zelfs gezegd dat zij samen twee kinderen kregen, Staphylus (Στάφυλος, d.i. Druif) en Oenopion (Οινοπίων, d.i. Wijndrinker). Een andere mythe vertelt dat Dionysos zou geboren zijn in Nyssa (op Naxos); hoe dan ook, de eredienst van Dionysus was de belangrijkste godencultus op het eiland. Soms werden Dionysus-priesters archont van het eiland, en op de munten van Naxos werden de attributen van de god afgebeeld: de kantharos (d.i. drinkbeker), de krater (d.i. mengvat), de thyrsus-staf en de druif.

## Geschiedenis
Rond 3000 v.Chr. verrezen de eerste nederzettingen op Náxos, dat het dominante centrum werd van de zogenaamde Cycladische cultuur. Voor de kolonisatie van een eiland is de samengang van de neolithische cultuurset vereist (grondwater, landbouwgebied, een rietveld, voldoende jachtgebied en nabije verbinding met andere centra voor uitwisseling van ontbrekende goederen). Een eiland dient daartoe van een minimale omvang te zijn. Naxos beantwoordde aan deze vereisten. Naxos lag bovendien op de kruising tussen de vroege vaarroutes verbonden met Anatolië. Het was een van de eerste Griekse eilanden waar met marmer werd gewerkt. Dit marmer was van de beste kwaliteit en werd ook zuidwaarts geëxporteerd naar het Minoïsch Kreta, waar op de oostkust een heel handelsdepot is ontdekt uit die tijd. Daar vonden archeologen dezelfde soort potten als er op Naxos in gebruik waren, wat op een verdere kolonisatie zuidwaarts kan wijzen.
Rond 2000 v.Chr. zijn er overal rond de Middellandse Zee brandlagen te vinden. Ook op Naxos zijn toen sites verwoest. Na de ramp op Santorini, die tegenwoordig tussen 1613 en 1615 v.Chr. wordt gedateerd aan de hand van gevonden olijfhout, viel de noord-zuidverbinding vanuit Kreta weg. De vloten en havens waren trouwens verwoest na een tsunami van 28 meter hoog. Het transport van ijzererts vanuit Attica werd nu door de Myceners georganiseerd. Zij bouwen de oostroute naar Anatolië verder uit en 'concurreren' daarbij de Kretenzers weg.
Aan het einde van de Myceense periode, omstreeks 1000 v.Chr. werd Naxos gekoloniseerd door Ioniërs uit Attica, die ook de stad Naxos stichtten en de omringende vlakten vruchtbaar maakten. Rond 735 v.Chr. stichtten kansarme inwoners van Naxos, samen met hun lotgenoten van Chalkis (op Euboea), op hun beurt een kolonie Naxos op Sicilië, aan de voet van de Etna.

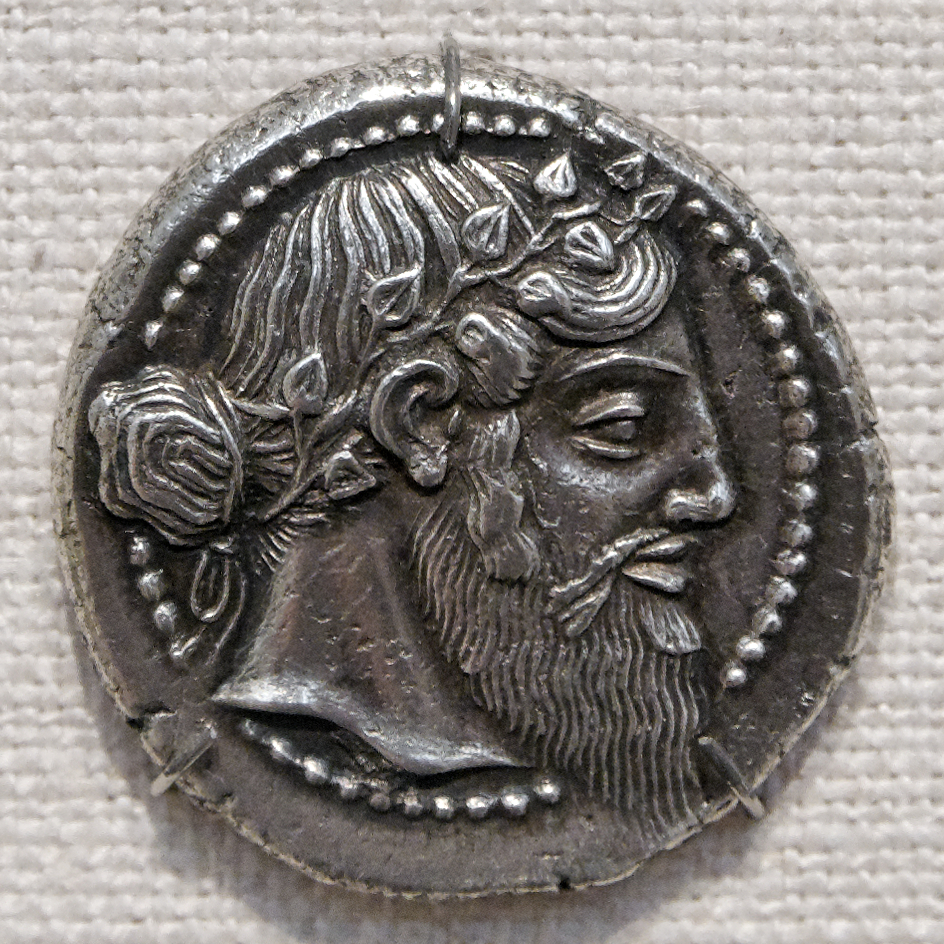
Zilveren tetradrachme van Naxos met afbeelding van Dionysos

Het eiland kende in de 7e en 6e eeuw v.Chr. een opmerkelijke bloeiperiode, voornamelijk onder de tirannie van Lygdamis, en er was in die tijd een beroemde kunstenaarsschool gevestigd (beeldende kunsten en kunstnijverheid). Lygdamis, die zelf tot de aristocratie behoorde, riep het volk op om in opstand te komen tegen de adel, die oorspronkelijk alle grond bezaten en door de historicus Herodotus de vetten genoemd wordt. Vervolgens greep hij de macht, gesteund door de tirannen Pisistratus (van Athene) en Polycrates (van Samos), die hij tot zijn vrienden mocht rekenen. Lygdamis regeerde over Naxos van ± 550 tot 524 v.Chr..
Net als aartsrivaal Paros, waarmee het weleens in oorlog lag, was (en is) Naxos rijk aan kwaliteitsmarmer. Men vindt het overal op het eiland aan de oppervlakte. Het is dan ook niet verwonderlijk dat zich hier een lokale school van marmerbewerkers en beeldhouwers ontwikkelde.
De Naxiërs hielden ervan hun welvaart én hun vakmanschap te etaleren: op drukbezochte plaatsen, overal in Griekenland, richtten zij imposante monumenten en bouwwerken op, zoals de Stoa van de Naxiërs en het beroemde Leeuwenterras op het eiland Delos, alsook de zogenaamde Sfinx van Naxos (eerste helft van de 6e eeuw v.Chr.) te Delphi.
In 502 v.Chr. steunde Naxos de Ionische Opstand en werd als straf daarvoor in 490 door een Perzisch expeditieleger onder Datis verwoest. Van deze catastrofe zou het eiland zich nooit meer herstellen. In de slagen bij Salamis en Plataeae streed het aan de zijde van de verenigde Grieken. Daarna was het een eerder weerspannig lid van de Delisch-Attische Zeebond: het feit dat deze tegen de Perzen gerichte alliantie onder de hegemonie van Athene gekomen was, werd door de Naxiërs niet in dank afgenomen. Na een lange belegering verloren zij hun onafhankelijkheid en moesten met lede ogen toezien hoe Atheense cleruchen zich op hun eiland kwamen vestigen. De Atheense vlootvoogd Chabrias versloeg de Spartaanse vloot in de zee-engte tussen Naxos en Paros. In 376 trad Naxos toe tot de Tweede Delisch-Attische Zeebond, en in de Diadochentijd was het lid van een eilandenbond, die achtereenvolgens onder Egyptische, Macedonische en Rhodische invloed stond, totdat het uiteindelijk vanaf 41 v.Chr. bij het Romeinse Rijk werd ingelijfd.
In de eerste jaren van de christelijke jaartelling raakten de Cycladen meer en meer ontvolkt: in de tijd van Strabo († 19 na Chr.) waren enkel Naxos, Paros, Tinos en Andros nog van belang. Daarna ging de geschiedenis van het eiland geruisloos over in de Byzantijnse tijd, die veel sporen naliet in allerlei grote en kleine kerken, overal verspreid. In de 9e eeuw werden de Cycladen overvallen door de Saracenen, die Kreta als uitvalsbasis gebruikten.

Hertogdom van de Aegaeïsche Zee, 1450.

Voor Naxos brak een tweede bloeiperiode aan in 1207 toen de Venetiaanse edelman Marco Sanudo het hertogdom van de Egeïsche Zee stichtte en Chora (Naxos) tot zijn hoofdstad maakte. Zijn nakomelingen (en later de familie Crispi) regeerden over het eiland tot 1566: toen kwamen de Turken, die er bleven tot 1829.

## Belangrijkste bezienswaardigheden
- Van de antieke stad Naxos valt nauwelijks nog iets te bespeuren. Merkwaardig is de 6 m hoge marmeren Portára-poort op het eilandje Palatia dat de haven domineert. Ze werd rond 525 v.Chr. gebouwd als ingang van een tempel (vermoedelijk voor de god Apollo), die na de val van Lygdamis nooit meer voltooid werd.
- De middeleeuwse stad ligt boven de haven en is verder onderverdeeld in het Venetiaanse Kástro, waar ooit de (katholieke) adel woonde, en de Boúrgo, waar de autochtone Grieken woonden. De 18e-eeuwse orthodoxe kathedraal in de Bourgo, de Mitrópoli Zoödóchou Pígis (d.i. van de Levengevende Bron), bezit een merkwaardige iconostase geschilderd door Dimítrios Válvis, een schilder uit de zogenaamde School van Kreta. In het Kastro zijn nog een twintigtal imposante herenhuizen te zien, gesierd met de wapenschilden van de Venetiaanse edellieden die er woonden. Leden van de hertogelijke familie Sanudo liggen begraven in de 13e-eeuwse katholieke kathedraal in het Kastro. In het paleis van de Sanudo's (in zijn huidige vorm uit 1627) was lange tijd een school ondergebracht, waarvan de schrijver Nikos Kazantzakis de beroemdste leerling was. Nu is er het Archeologisch Museum, met een fraaie collectie marmeren beelden van de Cycladische beschaving.
- Het dorp Apóllonas, op 48 km van Naxos-stad aan de noordkust van het eiland, ligt op de plaats van een antieke nederzetting met een heiligdom voor de god Apollo. Een trap leidt naar de antieke marmergroeve, waar sinds ± 600 v.Chr. tussen halfbewerkte marmerblokken een onvoltooid kourosbeeld ligt. Alleen de contouren zijn afgewerkt. Het 10,5 m lange en 30 ton zware beeld stelt een bebaarde figuur voor, mogelijk de god Dionysus (want Apollo wordt vrijwel nooit met een baard afgebeeld). Nadat de beeldhouwer een structuurfout in het marmer had vastgesteld, waardoor het onbruikbaar werd, staakte men de arbeid en liet men het beeld onafgewerkt achter. Een gelijkaardig en even groot Apollo-beeld stond ook vóór de Hal van de Naxiërs op Delos.
- Het dorp Apíranthos (Απείρανθος), op 25 km zuidoostwaarts van Naxos-stad, werd in de 17e eeuw gesticht door Kretenzers op de vlucht voor de Turken. Zij kwamen er werken in de nabijgelegen amarilmijnen. Het aantrekkelijke dorp bezit fraaie, met marmer geplaveide straten en woontorens gebouwd door de Venetiaanse familie Crispi. Men draagt hier nog vaak de traditionele klederdracht. Er is ook een klein museum met een archeologische en een geologische afdeling.

## Plaatsen[1]
Door de bestuurlijke herindeling (Programma Kallikratis) werden de departementen afgeschaft vanaf 2011. “Naxos” werd een regionale eenheid (perifereiaki enotita). Er werden eveneens gemeentelijke herindelingen doorgevoerd, in de tabel hieronder “GEMEENTE” genoemd.
| Plaats      | Hoofdplaats (vroeger) | Postcode | GEMEENTE                | Hoofdplaats van de gemeente |
| ----------- | --------------------- | -------- | ----------------------- | --------------------------- |
| Amorgos     |                       | 840 08   | Amorgos                 | Amorgos                     |
| Donousa     |                       |          | Naxos & Mikres Kyklades | Naxos                       |
| Drymalia    |                       |          | Naxos & Mikres Kyklades | Naxos                       |
| Irakleia    |                       | 843 00   | Naxos & Mikres Kyklades | Naxos                       |
| Koufonisi   |                       |          | Naxos & Mikres Kyklades | Naxos                       |
| Naxos       |                       | 843 00   | Naxos & Mikres Kyklades | Naxos                       |
| Schoinoussa |                       |          | Naxos & Mikres Kyklades | Naxos                       |